# Musculus flexor digitorum longus
Der Musculus flexor digitorum longus (lat. für „langer Zehenbeuger“) ist ein Skelettmuskel und einer der Zehenbeugemuskeln am Unterschenkel. Der Muskel endet zunächst in einer einzelnen Sehne, die durch den Tarsaltunnel tritt und sich erst in der Fußsohle in vier Endsehnen teilt.
Bei den Tieren wird der Muskel als Musculus flexor digitorum medialis bezeichnet. Seine Sehne verbindet sich mit denen der übrigen Köpfe des tiefen Zehenbeugers (Musculus flexor digitorum lateralis und Musculus tibialis caudalis) zur tiefen Beugesehne. Diese teilt sich entsprechend der Anzahl der Stützzehen erneut in entsprechend viele Schenkel auf und inseriert an deren Endglied.

## Funktion
Der Musculus flexor digitorum longus beugt die äußeren vier Zehen nach unten, außerdem ist er an der Plantarflexion (Beugen nach unten) des Fußes beteiligt.
Bei Tieren entspricht die „Plantarflexion“ des Sprunggelenks einer Streckung desselben.